# Giuseppe Dossena
Giuseppe Dossena (ur. 2 maja 1958 w Mediolanie) – włoski trener piłkarski i piłkarz występujący na pozycji pomocnika. Obecnie jest pracownikiem telewizji RAI.

## Kariera klubowa
Giuseppe Dossena zawodową karierę rozpoczynał w 1976 roku w Torino Calcio. Nie mógł liczyć tam jednak na regularne występy, dlatego też był wypożyczany do innych drużyn. Na tej zasadzie trafiał kolejno do klubów AC Pistoiese, AC Cesena oraz Bologna FC. W każdym z nich włoski pomocnik bez problemów wywalczył sobie miejsce w podstawowej jedenastce. W 1981 roku Dossena powrócił do Torino FC, gdzie od razu zaczął występować w wyjściowym składzie. W ekipie „Granata” Włoch grał przez kolejne 6 sezonów. W ich trakcie rozegrał 187 pojedynków w Serie A i strzelił 20 bramek.
Latem 1987 roku Dossena postanowił zmienić klub i podpisał kontrakt z Udinese Calcio. Następne 4 lata spędził w Sampdorii. Z zespołem „Blucerchiatich” w 1989 roku zdobył puchar kraju, rok później wywalczył Puchar Zdobywców Pucharów, a w 1991 roku sięgnął po pierwszy w swojej karierze tytuł mistrza Włoch. W trakcie sezonu 1991/1992 Dossena odszedł do Perugii Calcio, gdzie zdecydował się zakończyć karierę.

## Kariera reprezentacyjna
W reprezentacji Włoch Dossena zadebiutował w 19 kwietnia 1981 roku w zremisowanym 0:0 meczu przeciwko NRD. Następnie Enzo Bearzot powołał go do 22-osobowej kadry „Squadra Azzura” na Mistrzostwa Świata 1982. Dossena na turnieju tym pełnił rolę rezerwowego. Reprezentacja Włoch w meczu finałowym pokonała 3:1 RFN i sięgnęła po trzecie w historii Italii mistrzostwo świata. Ostatni mecz w kadrze Dossena rozegrał 10 czerwca 1987 roku w wygranym 3:1 pojedynku z Argentyną. Dla drużyny narodowej zaliczył łącznie 38 występów i strzelił 1 bramkę.

## Kariera trenerska
Po zakończeniu kariery piłkarza Dossena został trenerem. W 1998 pracował był asystentem szkoleniowca w Triestinie Calcio. Następnie przez niecałe 3 lata pracował z reprezentacją Ghany. W 2002 roku Dossena pełnił funkcję asystenta w reprezentacji Paragwaju, lecz jeszcze w tym samym roku został szkoleniowcem narodowej drużyny Albanii. W późniejszym okresie Włoch był jeszcze trenerem saudyjskiego Ittihad FC oraz AS Lodigiani.